# Fontaine-la-Rivière
Fontaine-la-Rivière ist eine französische Gemeinde mit 182 Einwohnern (Stand: 1. Januar 2022) im Département Essonne in der Region Île-de-France; sie gehört zum Arrondissement Étampes und zum Kanton Étampes. Die Einwohner werden Fontainiens genannt.

## Geographie
Fontaine-la-Rivière befindet sich etwa 55 Kilometer südsüdwestlich von Paris. Umgeben wird Fontaine-la-Rivière von den Nachbargemeinden Boissy-la-Rivière im Norden, Marolles-en-Beauce im Nordosten und Osten, Abbéville-la-Rivière im Südosten und Süden sowie Saint-Cyr-la-Rivière im Westen.

## Bevölkerungsentwicklung
| Jahr                       | 1962 | 1968 | 1975 | 1982 | 1990 | 1999 | 2006 | 2019 |
| Einwohner                  | 57   | 58   | 85   | 105  | 143  | 172  | 199  | 182  |
| Quellen: Cassini und INSEE |      |      |      |      |      |      |      |      |